# Appelpedaalmot
De appelpedaalmot (Argyresthia curvella) is een vlinder uit de familie van de pedaalmotten (Argyresthiidae). De spanwijdte van de vlinder bedraagt 10 tot 12 millimeter. Het vlindertje komt verspreid over Noord-, Midden-Europa en de Kaukasus voor.

## Waardplanten
De waardplant van Argyresthia curvella is de appel.

## Voorkomen in Nederland en België
Argyresthia curvella is in Nederland en in België een vrij algemene soort, die verspreid over het hele gebied kan worden gezien. De soort vliegt van juni tot augustus.